# Gerold Klemke
Gerold Klemke (* 5. Dezember 1938; † 28. Februar 2014) war ein deutscher Kommunalpolitiker. Er war von 1981 bis 1991 ehrenamtlicher Oberbürgermeister der Stadt Hildesheim.

## Leben und politische Laufbahn
Klemke war von 1974 bis 1977 Abgeordneter im Kreistag des Landkreises Hildesheim. Am 1. November 1981 wurde er in den Rat der Stadt Hildesheim gewählt und gehörte diesem und dort dem Ausschuss für das Römer- und Pelizaeus-Museum bis zum 31. Oktober 1996 an. Vom 2. November 1981 bis zum 3. November 1991 war er Oberbürgermeister, ferner eine Zeitlang Ratsvorsitzender. Von 2006 bis 2011 war er erneut Kreistagsabgeordneter.
Daneben war Klemke Abgeordneter in der Landschaft des vormaligen Fürstentums Hildesheim und Mitglied im Kuratorium der Friedrich Weinhagen Stiftung.
Ferner war Klemke mehr als 50 Jahre Mitglied im KKV und von 2004 bis 2011 Diözesanvorsitzender des KKV Hildesheim sowie Gründungsmitglied des Lions-Club Hildesheim-Rose.
Klemke war katholisch, verheiratet und Vater dreier Kinder. Sein Grab befindet sich auf dem Godehardi-Friedhof in Hildesheim.

## Ehrungen
Klemke erhielt 1993 den Ehrenring der Stadt Hildesheim für seine 15-jährige Ratsmitgliedschaft. Diesen stiftete er 2006 dem Stadtmuseum.
Am 14. November 2013 erhielt er das Bundesverdienstkreuz am Bande aus der Hand seines Amtsnachfolgers Kurt Machens. 